# Paços do Concelho de Odemira
Os Paços do Concelho de Odemira, ou Câmara Municipal de Odemira, consistem num imóvel histórico onde estão sediados os serviços do município de Odemira, na região do Alentejo, em Portugal.

## Descrição
O edifício situa-se na Praça da República, em Odemira. Embora o imóvel em si não esteja classificado, está integrado na área protegida do Parque Natural do Sudoeste Alentejano e Costa Vicentina.
O imóvel apresenta uma planta irregular, de forma sensivelmente rectangular, sendo coberto por um telhado de quatro águas. Destaca-se pela sua fachada, que apresenta uma miscelânea de estilos de épocas diferentes, embora date da década de 1860. Assim, alguns dos vãos foram inspirados pela tradição popular barroca, a balaustrada, o frontão e os óculos são de influência neoclássica, e os ferros forjados integram-se na corrente revivalista neogótica.
A fachada está dividida em três panos, separados por pilastras coroadas por urnas, e possui três pisos, cujos pontos de divisão estão marcados na fachada por frisos em argamassa. Os panos laterais são encimados por cornijamento e balaustrada, enquanto que o central, de menor largura, termina num frontão triangular, rematado por uma composição de volutas. Dentro do frontão está esculpido um medalhão com as armas de Odemira, e emoldurado por grinaldas. No piso térreo, ambos os panos laterais são abertos por três janelas no rés-do-chão, de verga curva e moldura de cantaria, enquanto que no pano central rasga-se o portal principal, com arco de volta perfeita e moldura de cantaria com chave saliente, com a inscrição C. M. 1865. O portal é rematado por um frontão triangular, suportado por secções de pilastras estriadas. No primeiro piso, cada pano lateral possui três janelas de sacada, de verga curva, com as mísulas e molduras em cantaria, e grades em ferro. Entre as primeira e segunda janelas, a contar do centro, abre-se um óculo, que no lado esquerdo é cego. No pano central, este piso é marcado por uma janela em arco de volta perfeita com uma moldura em cantaria e um gradeamento. Quanto ao segundo piso, cada pano tem três janelas, sendo as laterais de sacada, com verga recta e moldura e mísula de cantaria, e um gradeamento em ferro fundido, e a central de verga recta e moldura de cantaria, sem sacada. Neste piso também se situam dois óculos, com a mesmo disposição do inferior. O pano central possui uma janela de sacada em arco de volta perfeita e com moldura de cantaria, e um gradeamento de ferro.
A fachada virada a Sul está organizada em três panos não complanares e dois pisos. No primeiro pano, rematado por beirado abre-se uma janela no rés-do-chão e outra no segundo piso, com moldura de cantaria. O segundo pano, também coroado por beirado, tem uma porta de verga curva e moldura de cantaria, com acesso por quatro degraus. Por cima da porta abre-se uma janela em moldura de cantaria, que é encimada por um vão para iluminação, em arco de volta perfeita. Sobre o segundo pano encontra-se a torre sineira, com molduras em argamassa, e um frontão de forma triangular onde se situa o mostrador do relógio. É ladeado por platibandas, rematado por urnas em cerâmica nos cantos, sendo a cobertura em coruchéu, coroado por uma estrutura em ferro, onde se ergue uma sineta. O terceiro pano é encimado por uma cornija e platibanda, continuando o conjunto da fachada oriental, e possui uma janela de verga curva e sacada no piso inferior, com moldura e mísula em cantaria, e um gradeamento em ferro fundido. No piso superior abre-se uma segunda janela, em moldura de cantaria.

## História
O edifício foi provavelmente construído no século XVIII. Em 1865 sofreu grandes obras de remodelação, durante as quais foi modificada a fachada e a escadaria central, Pinho Leal refere na sua obra Portugal antigo e moderno, publicada em 1875, que «Possue Odemira alguns prédios bons; merecendo especial menção os paços do concelho, que são os melhores do districto administrativo, e com capacidade para acommodar todas as repartições publicas. Foram restaurados e ampliados, em 1865».
Em 1901 foi novamente alvo de obras de adaptação, durante as quais foi instalada a torre sineira. O concurso para a instalação do relógio foi aberto em Abril desse ano, tendo sido aceite a única proposta, que foi feita pela empresa Furnituria Suissa - Gonçalves Arroja, pelo valor de 290$000. Porém, verificou-se que seriam necessárias extensas obras na torre para poder colocar o relógio, trabalhos que custaram 350 mil Réis. O orçamento foi aprovado pela Comissão Distrital em Agosto, iniciando-se em seguida as obras de modificação da torre e de instalação do relógio.
Entre 1993 e 1998, o interior foi alvo de obras de adaptação.

## Leitura recomendada
- QUARESMA, António Martins (1989). Odemira - Subsídios para uma Monografia. Volume I. Odemira: Câmara Municipal de Odemira